# Baakenhafen

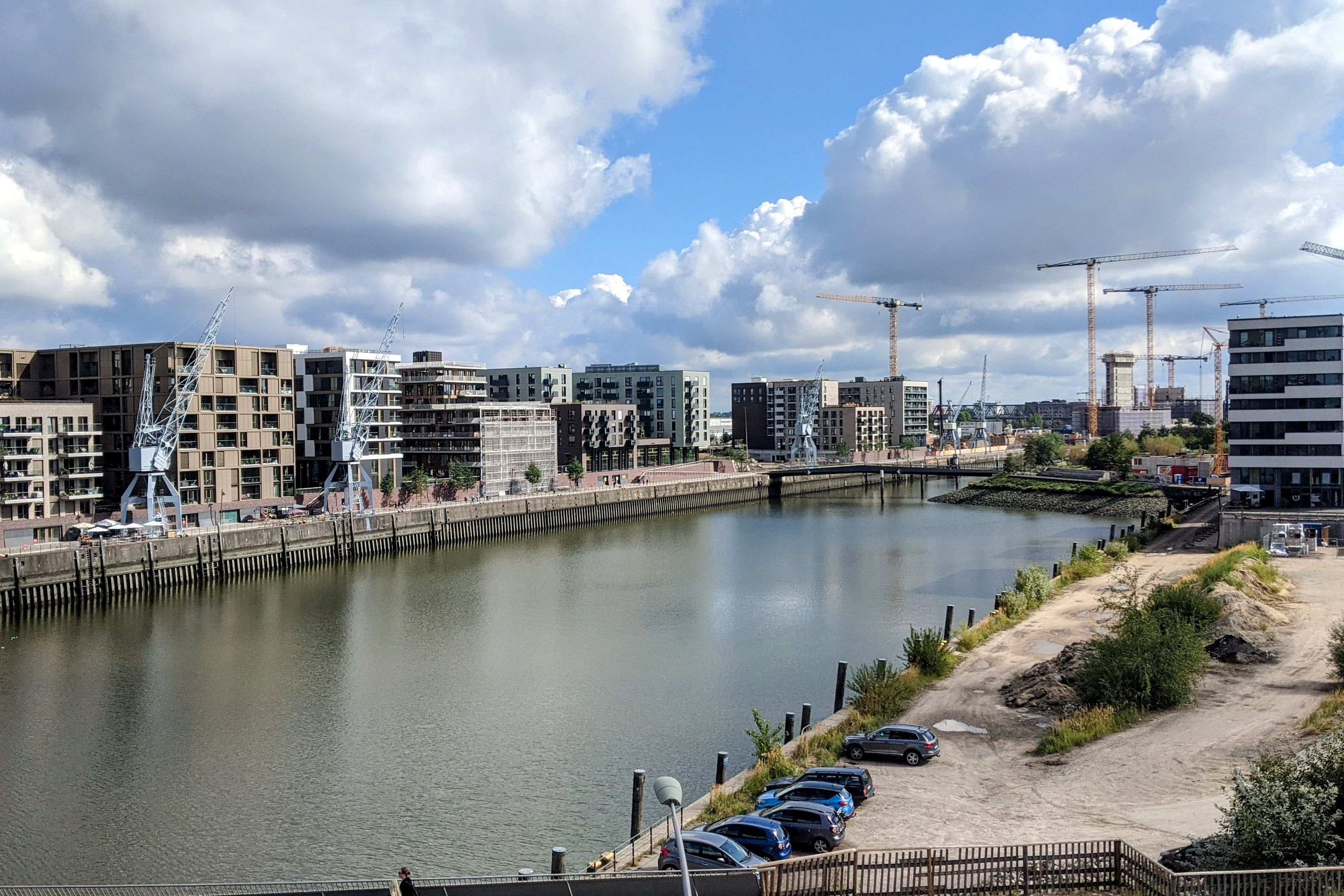
Baakenhafen 2022

Der Baakenhafen ist ein Hafenbecken in Hamburg und gleichzeitig Namensgeber des umliegenden Teilquartiers in der östlichen HafenCity.

## Hafenbecken

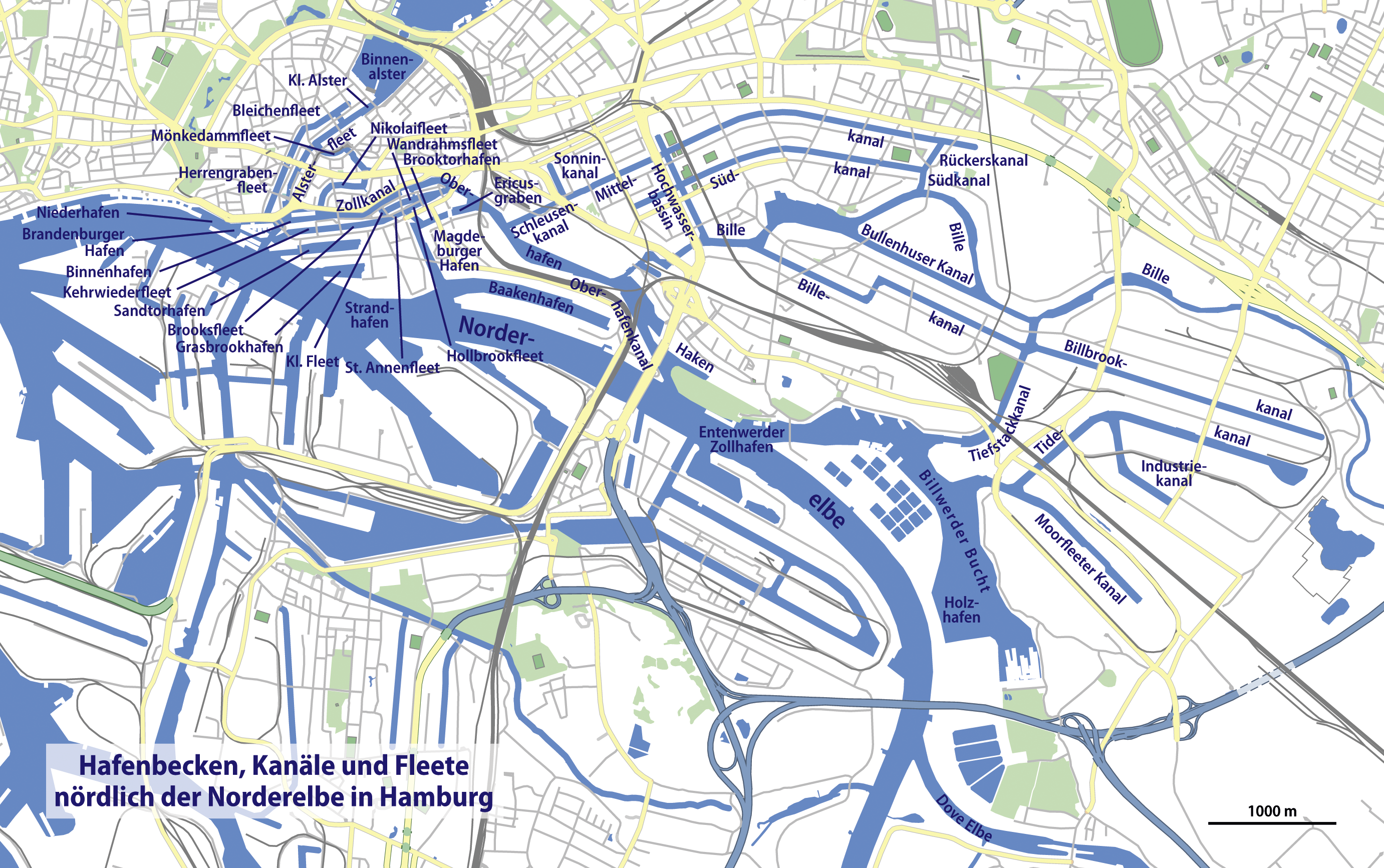
Karte des östlichen Hamburger Hafengebietes, der Baakenhafen nördlich der Norderelbe

Das Hafenbecken liegt östlich der Einfahrt zum Magdeburger Hafen, parallel nördlich der Norderelbe, auf der gegenüberliegenden Seite des Moldauhafens. Das Hafenbecken hat eine Breite von 130 Metern und war ursprünglich knapp 1,5 Kilometer lang. Im Zuge der Erschließung der HafenCity wurde es jedoch durch Auffüllungsmaßnahmen sowohl in der Länge als auch teilweise in der Breite verkleinert. Heutzutage befindet sich das Hafenbecken in drei Teilquartieren der HafenCity. Das westliche Ende liegt im Elbtorquartier, der mittlere Bereich im namensgebenden Quartier Baakenhafen und das östliche Ende im Elbbrückenquartier.

### Geschichte
Das Hafenbecken wurde 1887 gebaut. Zwischen 1893 und der Fertigstellung des Kaiser-Wilhelm-Hafens wurden die Anlagen am Petersen-Kai an die damals stark expandierende Hamburg-Amerikanische Packetfahrt-Actien-Gesellschaft (HAPAG) verpachtet. Die Reederei Deutsche Ost-Afrika-Linie (ab 1950 „Deutsche Afrika-Linien“) pachtete 1900 diese südlichen Kaianlagen. Zwischen 1900 und 1907 wurden von hier mehr als 23.000 Soldaten und 11.000 Pferde der deutschen „Schutztruppen“ zur blutigen Niederschlagung von Aufständen in deutschen Kolonien entsandt.
Ab 1973 nutzte die Tschechoslowakische Elbe-Schiffahrtsgesellschaft (ČSPL) einen Teil der Anlagen, darunter den 9.000 m² großen Schuppen 23 und 450 laufende Meter Kaianlagen. Am Schuppen 33 A hatte die Bugsier-, Reederei- und Bergungsgesellschaft ihre Stauerei.
Seit dem Beschluss des Hamburger Senats im Jahr 1998 sind das Hafenbecken und die umgebenden Landzungen offiziell Bestandteil des Projektes HafenCity und somit aus ihrer ursprünglichen Nutzung entlassen. 

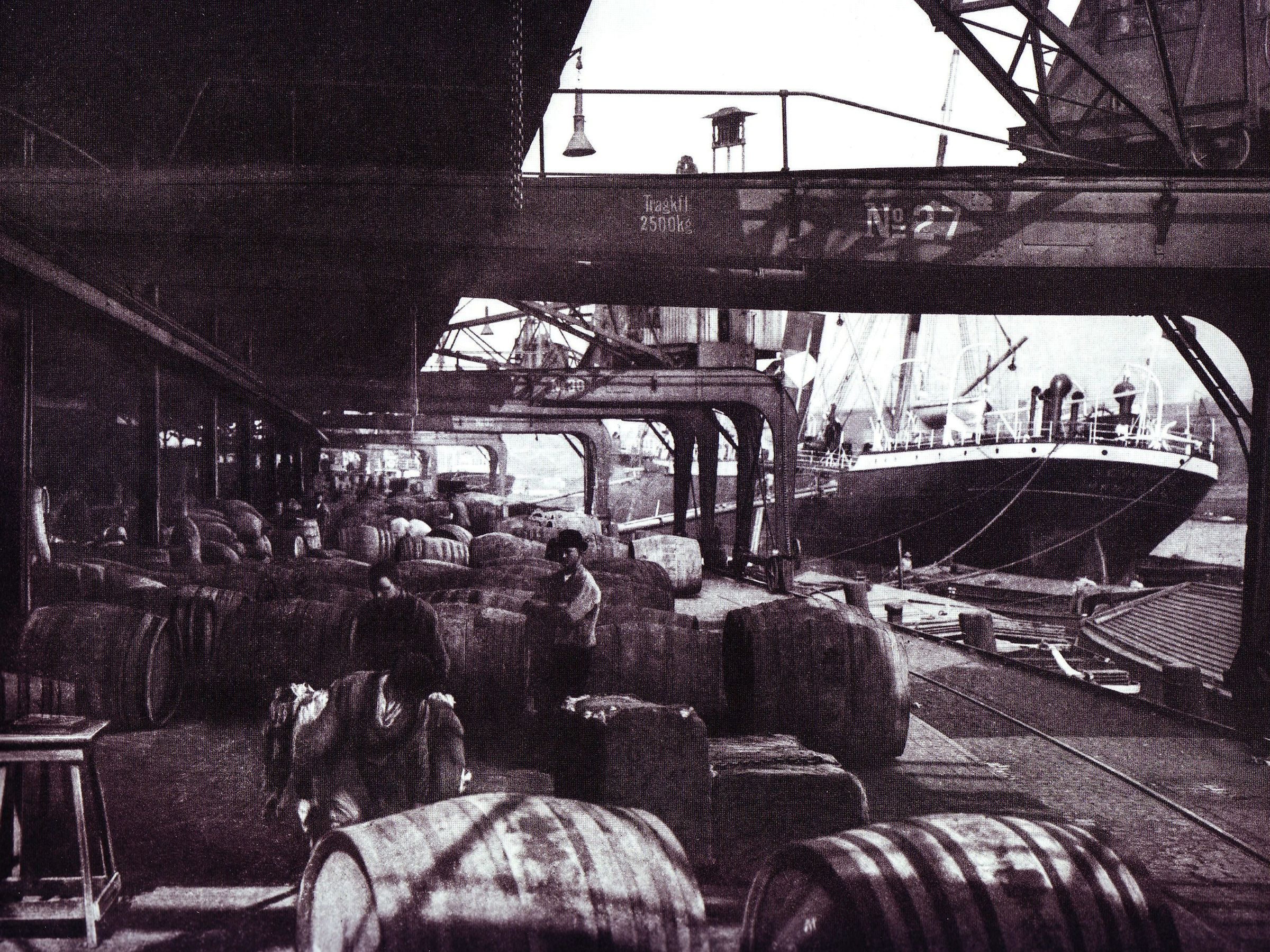
Petersenkai um 1900
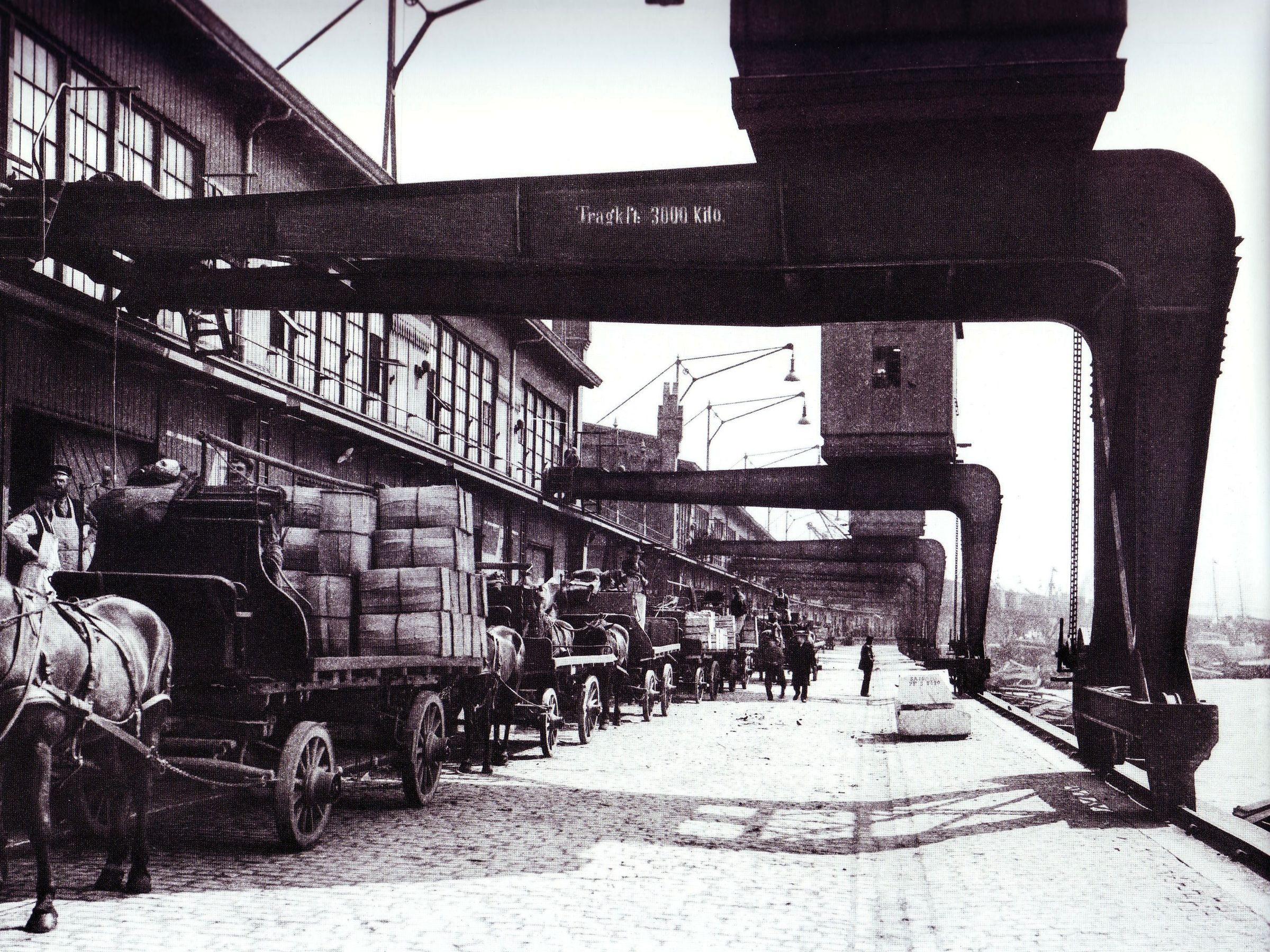
Versmannkai um 1900
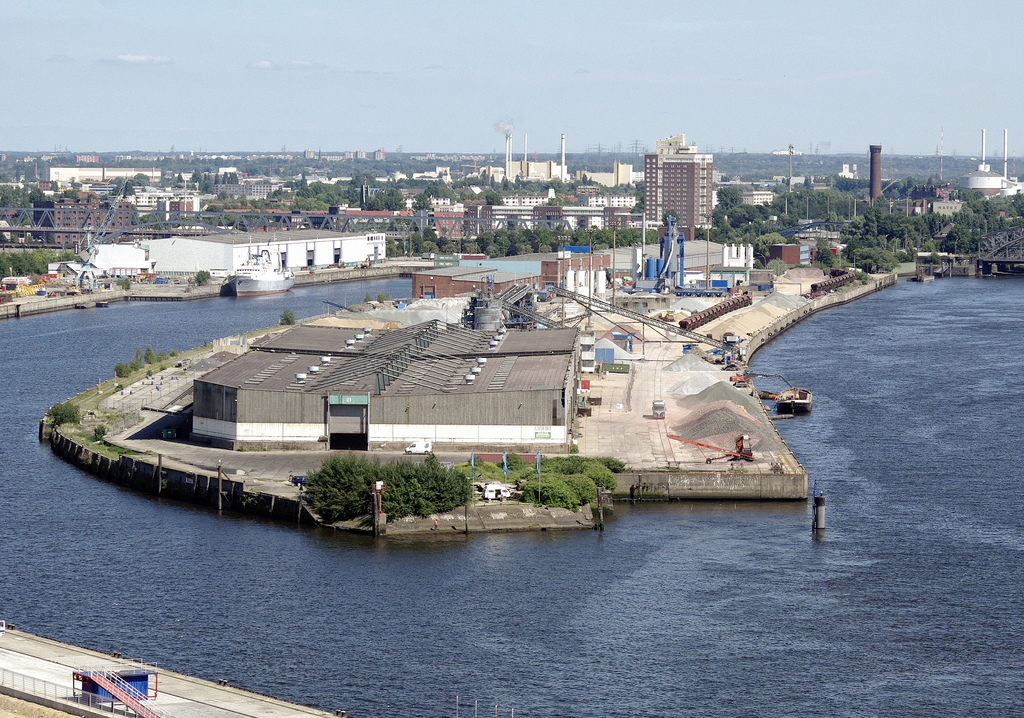
Baakenhöft im Jahr 2011
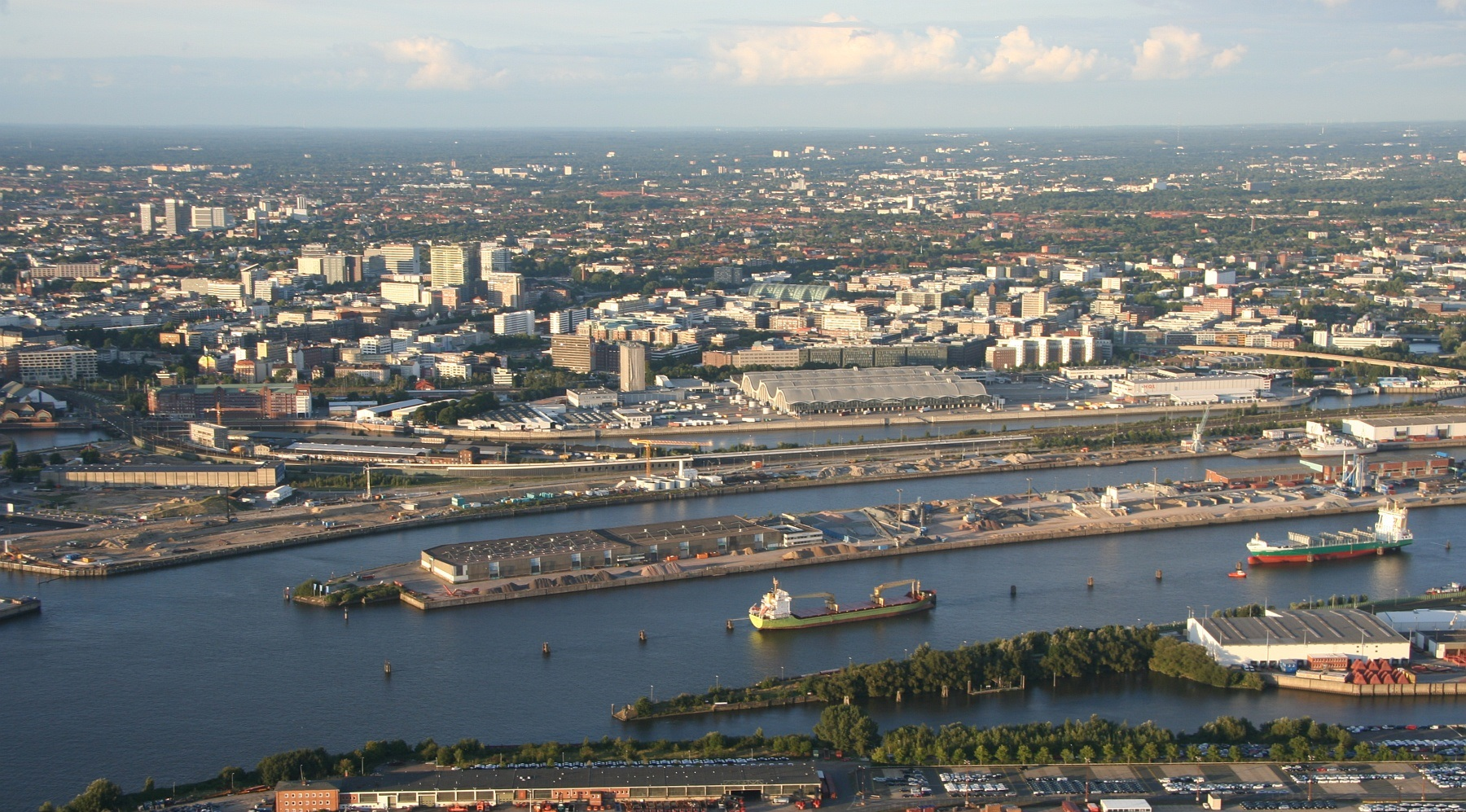
Gewerbeanlagen im Baakenhafen im Jahr 2010

## HafenCity

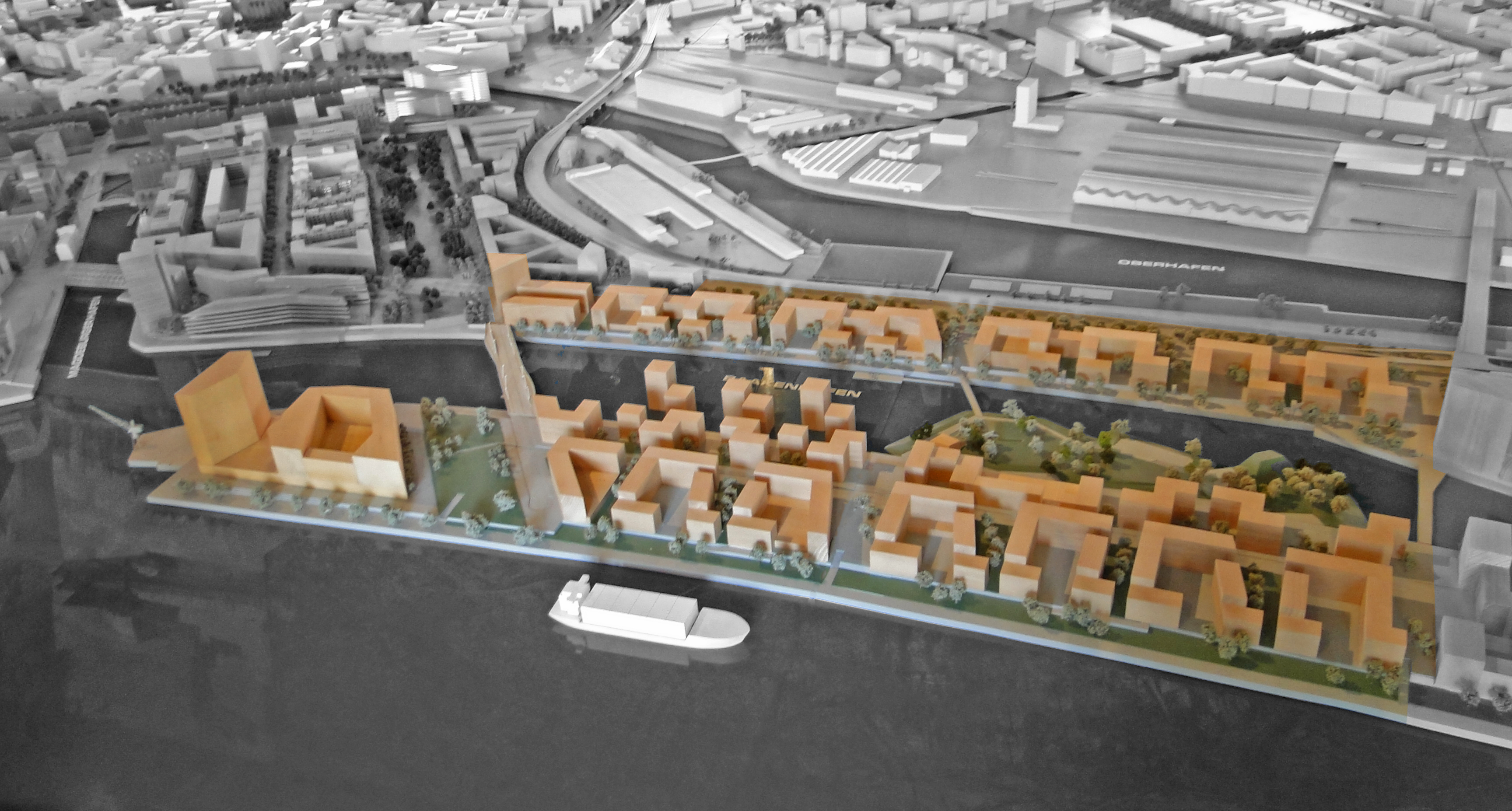
Modell mit symbolhafter Bebauung gemäß des aktuellen Plans

Lage des Quartiers Baakenhafen (rot) innerhalb des HafenCity-Projekts (hellrot)

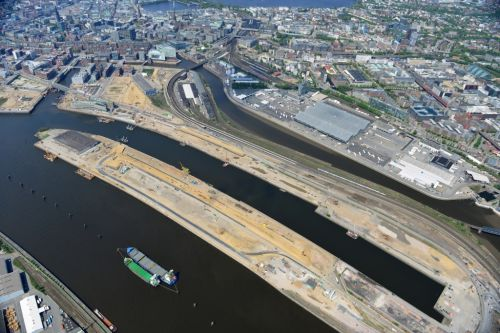
Luftbild vom Umbau Stand Mai 2013

Das Teilquartier Baakenhafen befindet sich im östlichen Teil der HafenCity und umfasst den westlichen Teil des Hafenbeckens und der zwei umgebenden Landzungen. Es wird im Norden durch den Viadukt der Pfeilerbahn begrenzt, im Nordwesten grenzt der Baakenhafen an das Quartier Am Lohsepark und im Osten an das Quartier Elbbrücken.
Im Mai 2010 wurden der überarbeitete und konkretisierte Masterplan für den östlichen Teil der HafenCity vorgestellt. Die Nutzungsschwerpunkte des Quartiers sollen bei Wohn- und freizeitbezogenen Nutzungen liegen, in geringem Umfang sollen zudem Hotels und Büronutzungen vertreten sein. Auf der südwestlichen Spitze des Quartiers ist zudem eine noch nicht näher bezeichnete prominente Nutzung vorgesehen, der Masterplan sieht hierfür eine Gebäudehöhe von bis zu 70 Metern vor. Die Bebauungsdichte wird sich insgesamt am bereits realisierten Teilquartier Am Sandtorkai/Dalmannkai orientieren.
Als wesentliche Änderungen gegenüber der ersten Fassung des Masterplans sieht die überarbeitete Fassung folgende Maßnahmen vor:
- Verkleinerung des Quartiers durch Abgabe des Ostteils an das Nachbarquartier Elbbrücken
- Erhöhung der Bebauungsdichte
- stärkere Differenzierung der Bebauungstypologien
- Pointierung des Baakenhöfts durch prominente, vielgeschossige Bebauung
- Schaffung zusätzlicher Verbindungen zwischen dem Nord- und dem Südteil des Quartiers
- Verlängerung des Lohseparks ins Quartier
- Aufschüttung einer rund 1½ Hektar großen „Insel“ im Ostteil des Hafenbeckens als Grün- und Freizeitanlage

2011 sollen die ersten Grundstücke des Quartiers ausgeschrieben werden, als erste bauliche Maßnahme wurde im Juni 2013 eine neue Brücke (Baakenhafenbrücke) über das Hafenbecken gelegt. Den dafür ausgelobten Architektenwettbewerb gewann ein Entwurf des Ingenieurbüro Wilkinson Eyre Architects aus London. Referenzobjekt: Gateshead Millennium Bridge. Die Brücke wurde mit einem Bürgerfest am 10. August 2013 eröffnet.
2020 wurde im Baakenhafen das temporäre Kreuzfahrtterminal Baakenhöft fertiggestellt. Es soll als Ausweichterminal für das Kreuzfahrtterminal Grasbrook dienen und wird darüber hinaus als multifunktionale Veranstaltungsstätte genutzt.

### ÖPNV
Die Erschließung, vor allem des nordwestlichen Quartiersteils, erfolgt hauptsächlich über den U-Bahnhof HafenCity Universität der Linie U4. Der östliche Teil wird durch den im Quartier Elbbrücken gelegenen U- und S-Bahnhof Elbbrücken derselben U-Bahn-Linie sowie der S-Bahn-Linien S3 und S5 mit erschlossen. Die Buslinie 111 bedient Bushaltestellen am Baakenhöft und an der Baakenallee (Lola-Rogge-Platz) auf dem östlichen Weg zur Endhaltestelle U- und S-Bahn-Station Elbbrücken auf der Baakenwerder Straße (gegenüber des Amerigo-Vespucci-Platzes am östlichen Ende des Baakenhafens) sowie auf dem Rückweg westwärts an der Versmannstraße (Gerda-Gmelin-Platz).

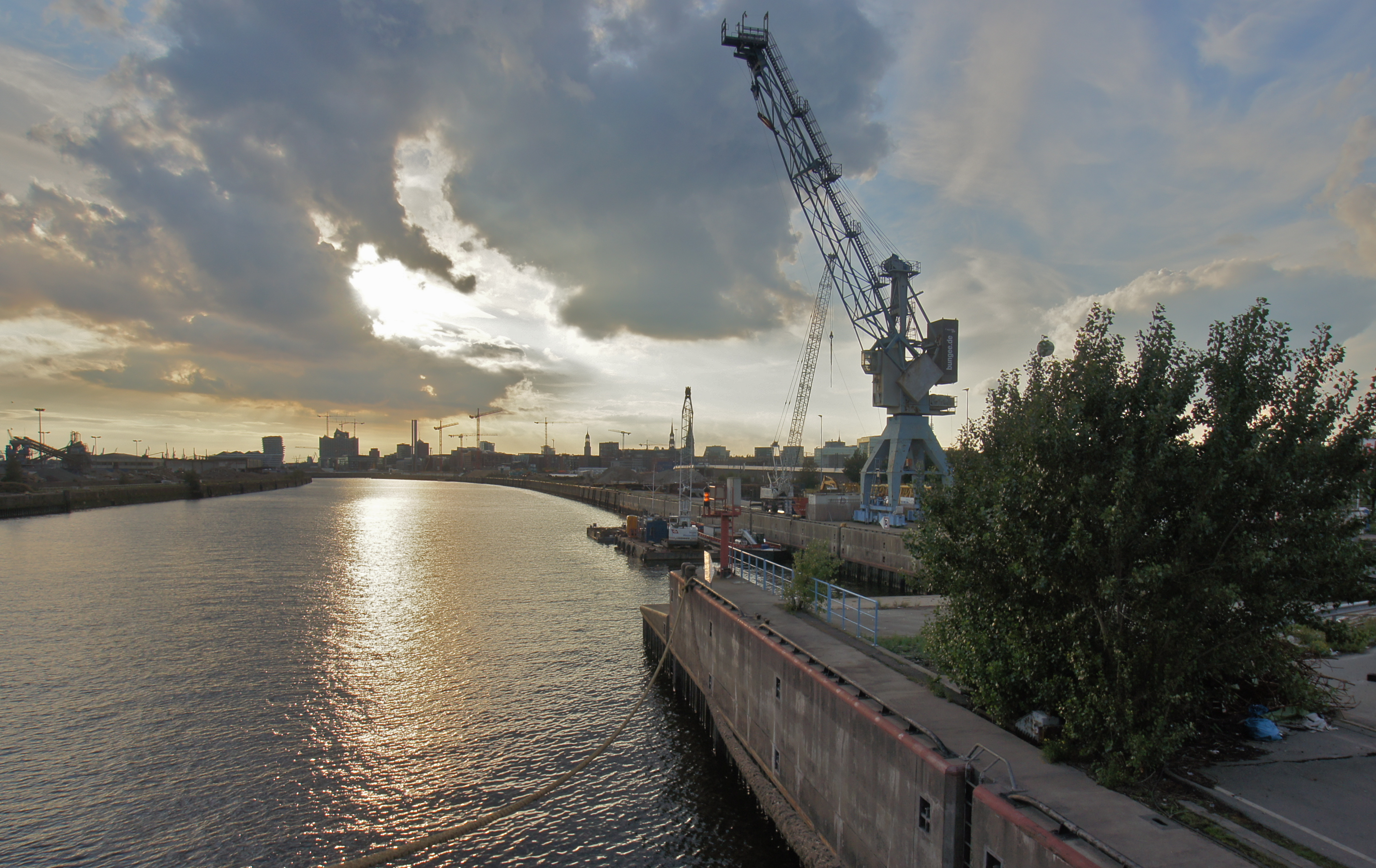
Kaikran an der Versmannstraße an der Nordseite des Hafenbeckens (2011)
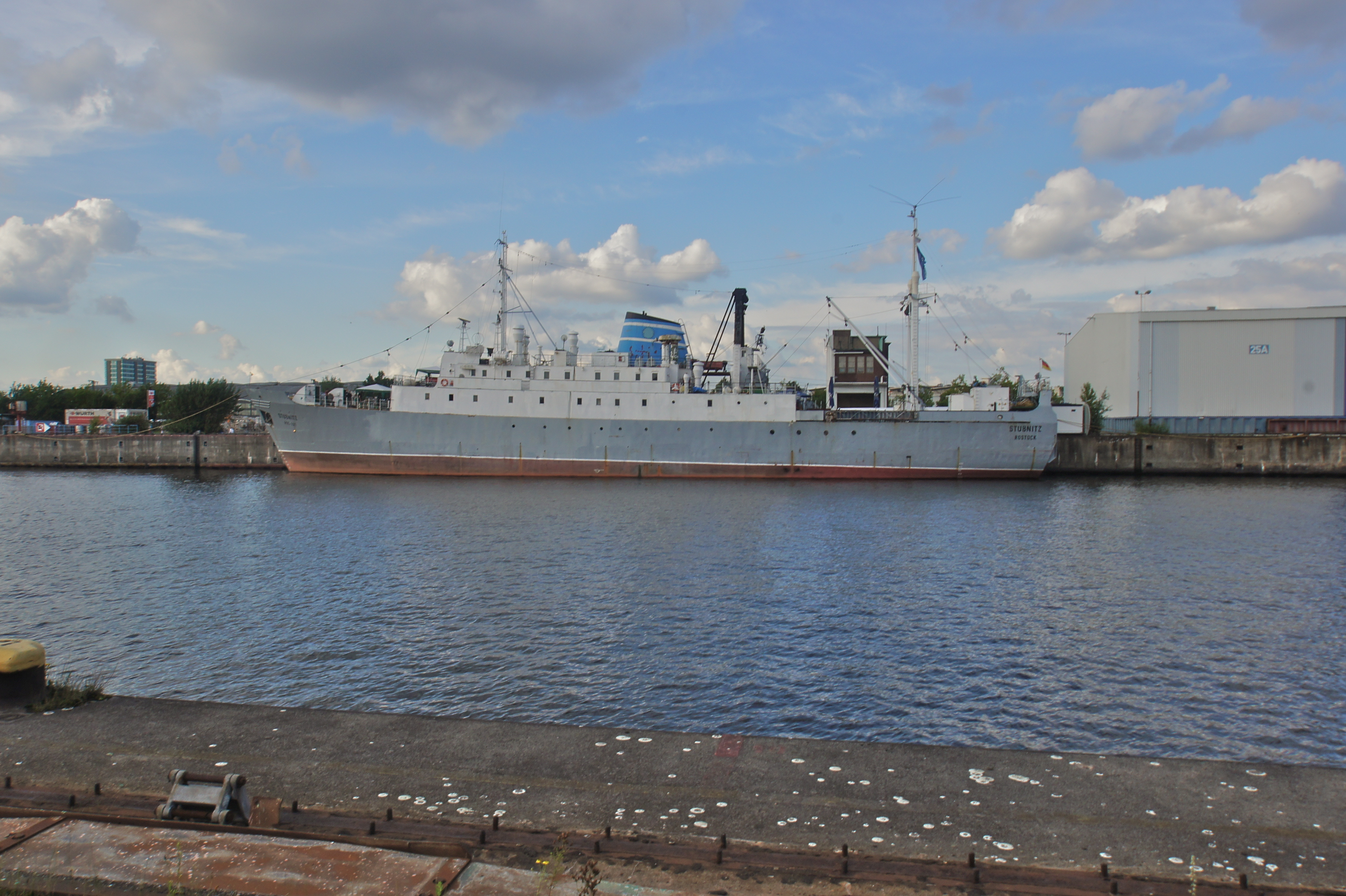
Ehemaliges Fischereischiff Stubnitz im Baakenhafen (2011)
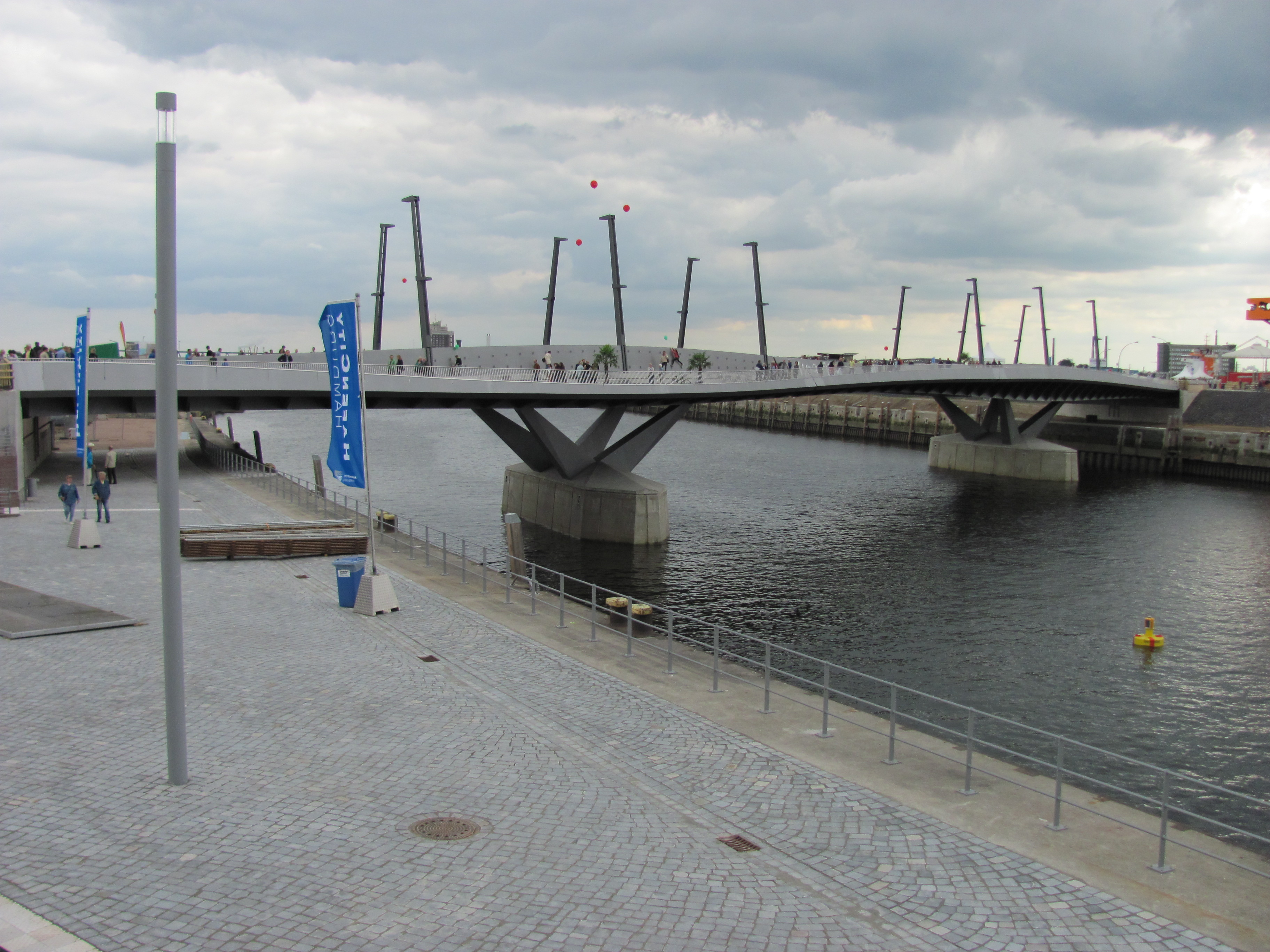
Baakenhafenbrücke an der Westseite des Baakenhafens (2013)

### Olympia-Planungen
Im Rahmen der Bewerbung Hamburgs für die Austragung der Olympischen Sommerspiele 2012 war auch das Gebiet um den Baakenhafen in die Planung der olympischen Sportanlagen eingebunden. Auf dem Baakenhöft im äußersten Westen der südlichen Landzunge hätte die Anlage für die Schwimmwettbewerbe entstehen sollen.
Im Rahmen der Bewerbung für die Olympischen Sommerspiele 2024 wurde auf der Fläche des Quartiers keine Nutzung mehr für die Olympischen Wettkampfstätten geplant. Diese sollten vollständig auf der Fläche des benachbarten Kleinen Grasbrooks südlich der Norderelbe stattfinden.